# Bîranînen li ser kevirî
Bîranînen li ser kevirî é um filme de drama iraquiano realizado por Shawkat Amin Korkiv. Foi apresentado no Festival Internacional de Cinema de Karlovy Vary a 6 de julho de 2014 e no Festival Internacional de Cinema de Haifa a 11 de outubro de 2014. Em Portugal o filme foi exibido no Fantasporto a 4 de março de 2015, onde ganhou o prémio de Melhor Filme e Melhor Argumento, na sessão Semana dos Realizadores.
O filme foi escolhido para representar o Iraque na competição do Oscar de melhor filme estrangeiro da edição de 2016.

## Elenco
- Hussein Hassan
- Nazmi Kirik
- Shima Molaei
- Ala Riani